# Dracontomelon
Dracontomelon és un gènere de plantes amb flor de la família de les anacardiàcies.

## Característiques
Els fruits, coneguts com a Chi Sấu en vietnamita, són comestibles. L'espècie més comuna és Dracontomelon duperreanum, i es troba als mercats de Cambodja, Vietnam i la Xina. A la ciutat de Hanoi els arbres de Dracontomelon formen part de la vegetació urbana. En xinès el fruit es coneix amb el nom de 仁面.

## Taxonomia
- Dracontomelon costatum Blume
- Dracontomelon cuspidatum Blume
- Dracontomelon dao Merr. & Rolfe (syn. Dracontomelon brachyphyllum Ridl., Dracontomelon celebicum Koord., Dracontomelon cumingianum Baill., Dracontomelon edule Skeels, Dracontomelon lamiyo Merr., Dracontomelon laxum Schum., Dracontomelon mangiferum Blume, Dracontomelon puberulum Miq., Dracontomelon sylvestre Bl., Dracontomelon sylvestre Blume, Comeurya cumingiana Baill., Paliurus dao Blanco, Paliurus edulis Blanco, Paliurus lamiyo Blanco, Pomum draconum Rumph., Pomum draconum silvestre Rumph., Poupartia mangifera Bl.)
- Dracontomelon duperreanum Pierre (syn. Dracontomelon sinense Stapf)
- Dracontomelon laoticum Evrard & Tardieu
- Dracontomelon lenticulatum Wilkinson
- Dracontomelon macrocarpum Li
- Dracontomelon multijugum Radlk. (formerly C.DC.)
- Dracontomelon papuanum Lauterb.
- Dracontomelon petelotii Tardieu
- Dracontomelon pilosum Seem.
- Dracontomelon schmidii Tardieu
- Dracontomelon vitiense Engl.